# Mr Love and Justice
Albums de Billy Bragg
England, Half English
(2002) Tooth and Nail
(2013)
Mr Love and Justice est un album de Billy Bragg, sorti en 2008.

## Enregistrement
Mr Love and Justice est le deuxième album enregistré par Billy Bragg avec le groupe « The Blokes », après England, Half English (2002). La majeure partie de l'album provient de séances d'enregistrement aux Chapel Studios, dans le Lincolnshire, en mars 2007, mais il inclut également des passages enregistrés quelques mois auparavant, en septembre 2006, au Butchers Shop de Londres.
Il existe une édition limitée 2 CD de Mr Love and Justice. Le premier CD reprend l'album original, tandis que le second comprend des versions inédites des chansons de l'album enregistrées en solo par Billy Bragg.
Le titre de l'album est une référence à un roman de Colin MacInnes paru en 1960.

## Réception
À sa sortie, Mr Love and Justice se classe no 33 des ventes au Royaume-Uni. Il bénéficie d'un score de 71 % sur l'agrégateur Metacritic, qui représente la moyenne des notes attribuées par vingt-deux critiques.

## Titres
Toutes les chansons sont de Billy Bragg.
1. I Keep Faith – 4:34
2. I Almost Killed You – 2:38
3. M For Me – 2:43
4. The Beach Is Free – 2:43
5. Sing Their Souls Back Home – 3:28
6. You Make Me Brave – 3:06
7. Something Happened – 2:38
8. Mr. Love & Justice – 3:13
9. If You Ever Leave – 3:00
10. O Freedom – 4:04
11. The Johnny Carcinogenic Show – 4:15
12. Farm Boy – 3:37

## Musiciens
- Billy Bragg : chant, guitare acoustique, guitare électrique
- Ben Mandelson (en) : mandoline, bouzouki, harmonica, guitares
- Lu Edmonds (en) : cümbüş, guitare
- Ian McLagan : piano, orgue Hammond, piano électrique Wurlitzer
- Simon Edwards : basse, contrebasse, marimbula
- Martyn Barker : batterie, percussions
- Nic Waterhouse : tambourin (3)
- Robert Wyatt : chœurs (1)
- May Fitzpatrick : chœurs (5, 11)